# Маршал КНДР
Маршал КНДР (кор. 공화국원수) — одно из высших воинских званий в Корейской народной армии. Стоит выше Маршала КНА, но ниже Генералиссимуса КНДР. На практике звание присваивается действующим руководителям КНДР: при жизни в звании находились Ким Ир Сен и Ким Чен Ир, а на сегодня - Ким Чен Ын.

## Хронология присвоения звания
- 7 февраля 1953 — Ким Ир Сен
- 20 апреля 1992 — Ким Чен Ир
- 18 июля 2012 — Ким Чен Ын